# 12월 11일
12월 11일은 그레고리력으로 345번째(윤년일 경우 346번째) 날에 해당한다.

## 사건
- 220년 - 조비가 무력으로 후한 헌제를 폐위시키고 위나라를 세우다. 삼국 시대가 시작되다.
- 361년 - 배교자 율리아누스가 유일한 로마 제국의 황제로서 콘스탄티노플에 입성하다.
- 630년 - 무함마드가 1만 명의 무슬림 군대를 이끌고 진군하여 메카를 정복하다.
- 1936년 - 에드워드 8세 퇴위로 인해 동생 조지 6세, 영국 국왕으로 즉위.
- 1946년 - 유니세프가 세워졌다.
- 1963년 - 바티칸 시국과 대한민국이 외교 관계를 공사급으로 승격하였다.
- 1968년 - 야오원위안, 중국공산당 중앙위원회 위원 직위 임명.
- 1969년 - 대한항공 YS-11기 납북 사건 발생.
- 1992년 - 초원복집 사건.
- 2003년 - 발레리 지스카르 데스탱이 레오폴 세다르 상고르의 사망 이후 비어 있던 아카데미 프랑세즈의 빈 자리를 메울 회원으로 선출되다(34표 중 19표 획득).
- 2004년 - 밀양에서 발생한 성폭행 사건에 대한 규탄 촛불 집회가 열리다.
- 2005년 - 사우디아라비아가 WTO에 가입했다.
- 2007년 - 알제리에서 폭탄 테러가 발생하여, 76명이 사망하고 170명이 부상을 입었다.
- 2014년 - 말레이시아 동부 풀라우 카파스 부근을 해역을 지나던 한국 선박 'DL 칼라'에서 폭발사고가 발생해 2명이 사망하고 2명이 부상당하였다.

## 문화
- 1997년 - 네이버가 설립됐다
- 2004년 - 중화민국 6대 입법원 총선거에서 야권이 승리하다.
- 2008년 - FIFA 클럽 월드컵 2008이 개막되다. (우승 팀:잉글랜드 맨체스터 유나이티드)
- 2020년 - 함양울산고속도로의 밀양~울산의 45km 구간이 1단계 개통되었다.
- KBO 골든글러브가 매년 이 날 시상한다.

## 탄생
- 1475년 - 제217대의 교황 교황 레오 10세. (~1521년)
- 1803년 - 프랑스의 작곡가 엑토르 베를리오즈. (~1869년)
- 1810년 - 프랑스의 시인 알프레드 드 뮈세. (~1857년)
- 1843년 - 독일의 의사, 미생물학자 로베르트 코흐. (~1910년)
- 1856년 - 러시아의 마르크스주의자, 정치인 게오르기 플레하노프. (~1918년)
- 1886년 - 중국의 정치인 주더. (~1976년)
- 1864년 - 프랑스의 소설가 모리스 르블랑. (~1941년)
- 1874년 - 일제 강점기의 관료, 조선총독부 중추원 참의 이선호. (~1936년)
- 1908년 - 포르투갈의 영화감독 마노엘 드 올리베이라. (~2015년)
- 1914년 - 대한제국 의친왕의 차남(次男)인 이우의 부인, 교육인 박찬주. (~1995년)
- 1918년 - 러시아의 소설가 알렉산드르 솔제니친. (~2008년)
- 1920년 - 대한민국의 육군 군인 장교 허태영. (~1957년)
- 1922년 - 인도의 영화배우 딜립 쿠마르. (~2021년)
- 1929년 - 대한민국의 경제학자 한기춘. (~2011년)
- 1930년 - 프랑스의 배우 장루이 트랭티냥. (~2022년)
- 1931년
  - 푸에르토리코의 배우 리타 모레노.
  - 미국의 철학자 로널드 드워킨. (~2013년)
- 1934년 - 대한민국의 기업인 정몽필. (~1982년)
- 1938년
  - 프랑스의 가수 엔리코 마샤스.
  - 미국의 피아니스트, 연주자 매코이 타이너. (~2020년)
- 1941년 - 대한민국 지휘자 곽승.
- 1943년 - 미국의 정치인 존 케리.
- 1944년
  - 미국의 가수 브렌다 리.
  - 미국의 배우 테리 가. (~2024년)
- 1946년 - 대한민국의 기업인 구자홍. (~2022년)
- 1948년
  - 대한민국의 정치인 이인제.
  - 일본의 가수, 작곡가 타니무라 신지. (~2023년)
- 1950년
  - 대한민국의 성우 나수란. (~2012년)
  - 대한민국의 사회운동가 이태복. (~2021년)
- 1951년 - 버마의 의사, 정치가 조 민 마웅. (~2024년)
- 1957년 - 대한민국의 성우 강구한.
- 1958년
  - 대한민국의 앵커 권재홍.
  - 대한민국의 가수 소명.
  - 대한민국의 전 방송 프로듀서, 언론인 백종문.
  - 미국의 음악가 니키 식스.
- 1961년
  - 대한민국의 전 야구 선수, 현 야구 코치 조청희.
  - 세네갈의 정치인 마키 살.
- 1962년
  - 대한민국의 전 아나운서 신현숙.
  - 미국의 배우 벤 브라우더.
- 1963년
  - 대한민국의 정치인 이만희.
  - 대한민국의 기업인, 정치인 이화영.
- 1964년 - 대한민국의 천문학자 이태형.
- 1965년 - 미국의 야구 선수 제이 벨.
- 1966년 - 홍콩의 배우, 가수 리밍.
- 1967년 - 미국의 디스크자키 DJ 옐라.
- 1968년 - 대한민국의 펜싱 선수 유상주.
- 1969년
  - 대한민국의 방송프로듀서, 연출가 한경천.
  - 대한민국의 가수 조진수.
- 1971년
  - 대한민국의 성우 이장원.
  - 대한민국의 핸드볼 선수 출신 정치가 임오경.
- 1972년
  - 사우디아라비아의 전 축구 선수 사미 알자베르.
  - 스웨덴의 아이스하키 선수 다니엘 알프레드손.
- 1973년
  - 일본의 정치인 오부치 유코.
  - 우크라이나의 피아니스트 발렌티나 리시차.
- 1974년
  - 멕시코의 프로레슬링 선수 레이 미스테리오.
  - 대한민국의 배우 정만식.
- 1975년 - 대한민국의 가수 JK 김동욱.
- 1976년
  - 벨기에의 축구 선수 티미 시몬스.
  - 러시아의 육상 선수 타티야나 코토바.
- 1977년 - 대한민국의 배우 조동혁.
- 1979년 - 대한민국의 배우 송재희.
- 1981년
  - 아르헨티나의 축구 선수 하비에르 사비올라.
  - 대한민국의 해설가, 사업가 이주헌.
  - 캐나다의 포르노 배우 니키 벤츠.
- 1982년 - 대한민국의 성우 한복현.
- 1983년
  - 대한민국의 배우 온주완.
  - 대한민국의 배우 지안.
- 1984년
  - 대한민국의 배우 허인범.
  - 잉글랜드의 축구 선수 레이턴 베인스.
- 1985년
  - 대한민국의 레이싱 모델 임민영.
  - 대한민국의 배우 이호철.
  - 일본의 전 축구 선수 다나카 고헤이.
- 1986년
  - 대한민국의 성우 김새해.
  - 대한민국의 가수 윤다혜.
  - 일본의 가수 스에요시 슈타.
- 1987년
  - 대한민국의 배우 김예원.
  - 우크라이나의 레슬링 선수 세멘 노비코프.
- 1988년
  - 조선민주주의인민공화국의 축구 선수 김경일.
  - 브라질의 축구 선수 이베르통 카르도주 다 시우바.
- 1989년
  - 대한민국의 프로게이머 박성진.
  - 아일랜드의 복싱 선수 켈리 해링턴.
- 1990년
  - 대한민국의 야구 선수 이홍구.
  - 대한민국의 가수 효린 (씨스타).
  - 중국의 래퍼 조이쉔 (유니크).
- 1991년
  - 대한민국 전직 리그 오브 레전드 프로게이머 조커.
  - 스웨덴의 가수 안나 베리엔달.
  - 대한민국의 배우 윤혜리.
- 1992년
  - 일본의 축구 선수 쇼지 겐.
  - 우즈베키스탄의 권투 선수 바호디르 잘롤로프.
- 1993년
  - 일본의 야구 선수 아오야기 고요.
  - 대한민국의 축구 선수 김태환.
  - 대한민국의 연극배우 이수현.
- 1994년
  - 대한민국의 가수 기택 (MVP).
  - 미국의 배우 게이브리얼 배소.
  - 일본의 배우 히로세 아리스.
- 1995년 - 대한민국의 가수 신원 (펜타곤).
- 1996년
  - 대한민국의 배드민턴 선수 공희용.
  - 미국의 배우, 가수 헤일리 스타인펠드.
- 1997년 - 대한민국의 리그 오브 레전드 프로게이머 윤성환.
- 1998년
  - 대한민국의 가수 JJ (더스틴).
  - 일본의 브레이크 댄서 유아사 아미.
- 1999년 - 대한민국의 리그 오브 레전드 프로게이머 타나.
- 2000년 - 일본의 아이돌 마츠모토 히나타.
- 2002년 - 대한민국의 축구 선수 김준호.
- 2003년 - 대한민국의 축구 선수 배서준.
- 2004년 - 대한민국의 배우 이유진.

### 미상
- 대한민국의 가수 이지페리.

## 사망
- 384년 - 제37대의 교황 교황 다마소 1세. (305년~)
- 932년 - 고려의 문신 최응. (898년~)
- 1537년 - 조선의 무신 이지방. (1466년~)
- 1817년 - 일본의 제119대 천황 고카쿠. (1771년~)
- 1932년 - 구한말의 무관 허진. (1853년~)
- 2016년 - 일본의 야구 선수 가토 하지메. (1949년~)
- 2017년 - 미국의 군인 찰스 로버트 젱킨스. (1940년~)
- 2019년 - 대한민국의 정치인, 국회의원 오세응. (1933년~)
- 2020년 - 대한민국의 영화 감독, 각본가 김기덕. (1960년~)
- 2021년 - 미국의 소설가 앤 라이스. (1941년~)
- 2023년
  - 미국의 영화배우 앤드리 브라우어. (1962년~)
  - 홍콩의 영화배우 저우하이메이. (1966년~)
  - 미국의 영화배우 캄덴 토이. (1955년~)
- 2024년 - 일본의 작곡가 마미야 미치오. (1929년~)

## 기념일
- 국제 산의 날
- 인디애나 데이: 1816년 인디애나주가 미국 연방에 편입된 것을 기념하는 날

## 같이 보기
- 전날: 12월 10일 다음날: 12월 12일 - 전달: 11월 11일 다음달: 1월 11일
- 음력: 12월 11일
- 모두 보기